# GigaDevice
GigaDevice Semiconductor és un dissenyador xinès de memòria flash NOR. També produeix microcontroladors, alguns d'ells basats en l'arquitectura ARM (sèrie GD32), i altres en arquitectura RISC-V (sèrie GD32V). Els xips GD32 es van introduir el 2015 i són compatibles en opcions de pinout i perifèria amb la línia STM32 de MCU.
L'empresa va participar com a part del consorci de compradors xinès Uphill Investment Co. que va adquirir Integrated Silicon Solution Inc., una empresa de semiconductors que es troba entre els principals productors de NOR flash, el 2015 per 731 milions de dòlars EUA. El consorci de compradors va superar una oferta de Cypress Semiconductor, un dels principals competidors de GigaDevice al mercat flash NOR.
El consorci de compradors de Uphill Investment Co. està format per eTown MemTek Ltd, Summitview Capital, Beijing Integrated Circuit Design and Test Fund i Huaqing Jiye Investment Management Co., Ltd. GigaDevice juntament amb Beijing ETOWN, una empresa d'inversió i agència de desenvolupament econòmic del govern municipal de Pequín, eren els accionistes d'eTown MemTek Ltd.
La sèrie GD32 de MCU es basa en el nucli ARM Cortex-M3. Es va introduir el 2013 i consta de sis línies de productes: bàsic, principal, valor, connectivitat, rendiment i extensió. La freqüència de l'MCU està en el rang 48-120 MHz. Alguns xips GD32 són compatibles amb pins amb la sèrie STM32 de l'empresa STMicroelectronics.
La sèrie GD32V es va presentar el 2019 i substitueix els nuclis ARM Cortex amb una implementació personalitzada del nucli MCU RISC-V anomenat "Bumblebee Core" (dissenyat per Nuclei System Technology).